# Septembre 1847

## Événements

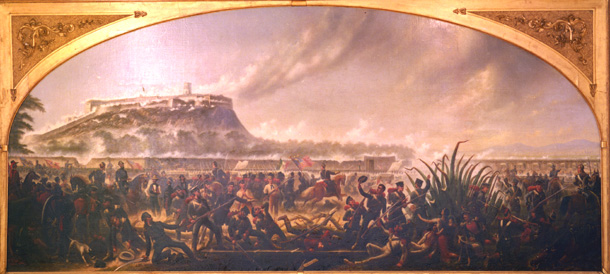
12-13 septembre : bataille de Chapultepec.

- 8 septembre : bataille de Molino del Rey.

- 11 septembre : en remplacement de Bugeaud, le duc d'Aumale est nommé gouverneur général de l'Algérie.

- 12 septembre :
  - L'assemblée d'Offenbourg en Allemagne réclame plus de droits fondamentaux en Allemagne ainsi qu'un parlement.
  - Mort de Colettis, Premier Ministre grec et ami de Guizot.

- 12-13 septembre : prise de la colline de Chapultepec, au Sud-Ouest de Mexico, par les troupes des États-Unis. Santa Anna fait retraite jusqu’à Huamantla, où a lieu une autre bataille qui l’oblige à s’enfuir de nouveau.

- 14 septembre : siège de Puebla.

- 15 septembre :
  - chute de Mexico;
  - France : démission de Soult de la présidence du Conseil. Lettre de démission. Fatigue de l'âge.

- 18 septembre, France : la Compagnie du chemin de fer de Marseille à Avignon ouvre au public la section de ligne de Tarascon à Saint-Chamas, elle reçoit 1 000 voyageurs dès le premier jour[1].

- 19 septembre, France :
  - Guizot est officiellement nommé président du Conseil(fin le 23 février 1848).
  - Pose de la première pierre de la nouvelle mairie des Batignolles, rue des Batignolles, qui se substitue à celle de la rue Truffaut. Elle est inaugurée le 21 octobre 1849.

- 20 septembre : première tension entre Victor Hugo et son fils Charles à propos d'Alice Ozy, avec laquelle ils entretiennent chacun une liaison.

- 23 septembre :
  - mort de Frédéric Soulié;
  - départ de la famille Hugo pour Villequier.

- 26 septembre : Louis-Philippe confère Soult la dignité de maréchal-général de France, qui donne le commandement de tous les maréchaux de France. C'était ce qui avait été fait en 1660 pour le maréchal de Turenne, en 1732 pour le maréchal de Villars, et en 1747 pour le maréchal de Saxe. La récompense alla au cœur du vieux soldat.

- 27 septembre : Victor Hugo prononce un discours aux funérailles de Frédéric Soulié.

- 30 septembre : départ de Victor Hugo (avec Juliette Drouet) pour la Normandie. Mantes, Les Andelys, Caudebec.

## Naissances
- 5 septembre :
  - Jesse James, célèbre hors-la-loi américain.
  - Gustave Vient, peintre français († 12 novembre 1900).
- 8 septembre :
  - Richard Baron (mort en 1907), botaniste et géologue anglais.
  - Otto Schmiedeknecht (mort en 1936), entomologiste allemand.
- 15 septembre : Jules-Théophile Boucher, comédien français, sociétaire de la Comédie-Française († 26 novembre 1924).

## Décès
- 28 septembre : Ferdinando Visconti militaire italien, géographe, cartographe et spécialiste de la géodésie sicilien (° 3 janvier 1772).
- 11 septembre : Giuseppe Canella, peintre italien (° 28 juillet 1788).